# Bruges (Gironde)
Bruges is een gemeente in het Franse departement Gironde (regio Nouvelle-Aquitaine). De plaats maakt deel uit van het gemeentelijk samenwerkingsverband Bordeaux Métropole en het arrondissement Bordeaux. Bruges telde op 1 januari 2022 20.382 inwoners.

## Geschiedenis
In de middeleeuwen lag hier een groot moerasgebied. Al in de 16e eeuw werd begonnen met de drooglegging van de moerassen. Hiervoor werden zelfs experten uit de Zuidelijke Nederlanden gehaald. Aan het begin van de 20e eeuw lag in de gemeente en in het aangrenzende Bordeaux nog 3000 ha aan moeras. Na de grote overstroming van de Garonne in 1952 werd beslist een kunstmatig meer van 160 ha aan te leggen om het gebied verder te draineren en Bordeaux te behoeden voor overstromingen. Vanaf 1966 werd er op het zo drooggelegde gebied een nieuwe woonwijk aangelegd. In 2020 was er nog maar 300 ha moerasgebied in Bruges, waarvan 262 ha in het natuurgebied Réserve Naturelle de Bruges.
Bruges was een landbouwgemeente waar groenten werden geteeld voor de markt van het naburige Bordeaux. In de loop van de 20e eeuw verstedelijkte Bruges als voorstad van Bordeaux.

## Geografie
De oppervlakte van Bruges bedroeg op 1 januari 2022 14,22 vierkante kilometer; de bevolkingsdichtheid was toen 1.433,3 inwoners per km².

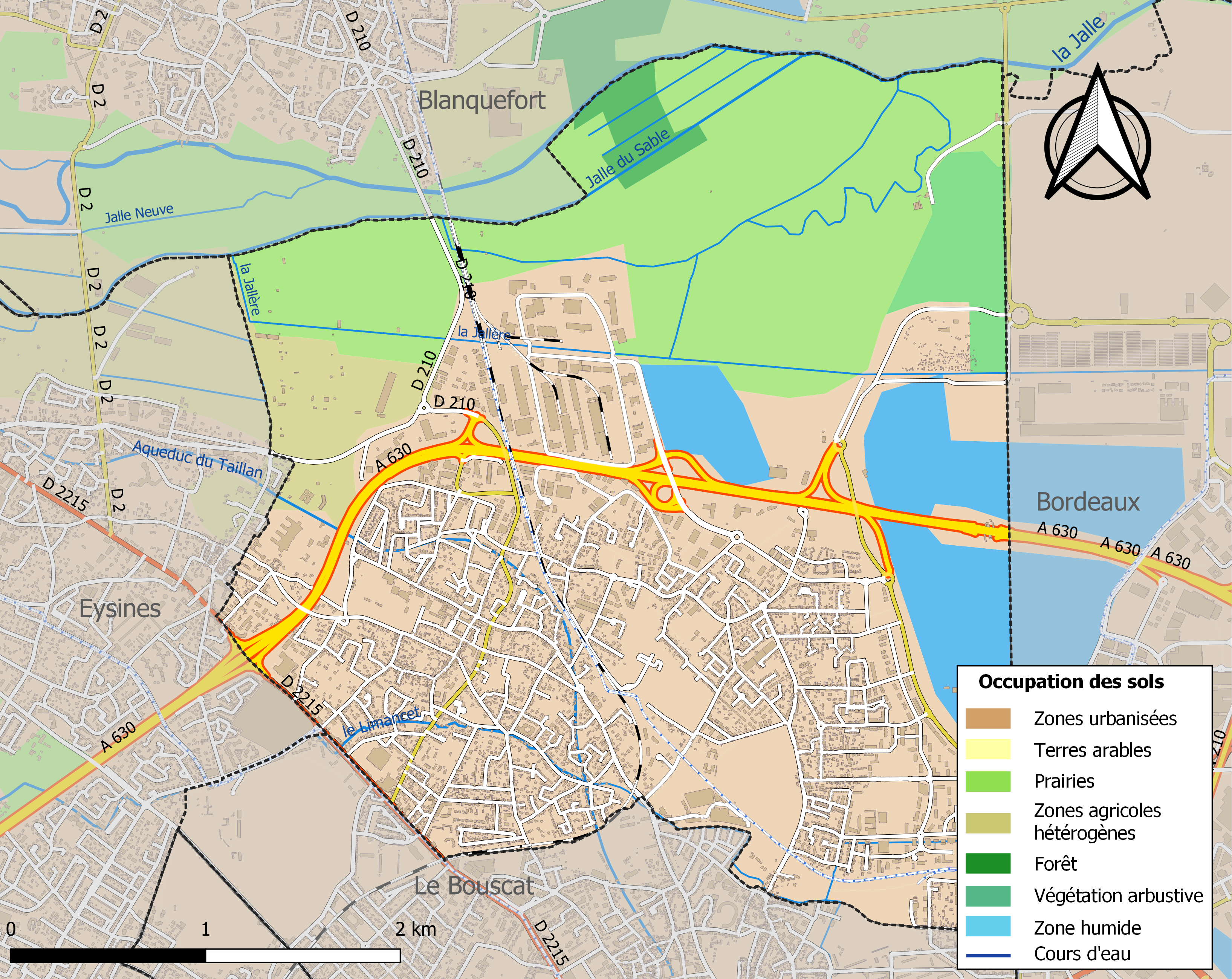
Kaart van de gemeente met belangrijkste infrastructuur, bodemgebruik en omliggende gemeenten

## Verkeer
In de gemeente ligt de spoorweghalte Bruges.

## Demografie
Onderstaande figuur toont het verloop van het inwonertal (bron: INSEE-tellingen).

## Geboren
- Matthieu Chalmé (7 oktober 1980), voetballer
- Mathieu Valbuena (28 september 1984), voetballer